# Galette
Galetteは東京都台東区浅草橋に所在する株式会社ブームスタイルによるアダルトゲームのブランド。
同会社のアダルトゲームブランド「GLacé（グラッセ）」の姉妹ブランドとして発足した。
当ブランドはロリータに焦点を当て、幼い少女との恋愛を魅力的に描いた作品を製作することを目的としている。デビュー作であるサンタフル☆サマーを制作した理由は、スタッフによれば「スタッフの全員がロリコンだから以外に理由はありません！」とのこと。

## 作品一覧
- 2013年6月28日 - サンタフル☆サマー
- 2013年9月27日 - お兄ちゃんシェアリング
- 2014年6月27日 - ちっちゃらぶアパート
- 2014年9月26日 - お兄ちゃん、右手の使用を禁止します!
- 2015年6月26日 - ロリポップファクトリー
- 2015年12月18日 - お兄ちゃんティーチャー ～秘密の授業を希望します!～
- 2017年5月26日 - ちっちゃな花嫁 〜まだまだつぼみだもんっ〜
- 2017年9月29日 - お兄ちゃん、右手の使用を禁止します！2